# Michael E. Carpenter
Michael E. Carpenter (* 3. September 1947) ist ein US-amerikanischer Anwalt und Politiker, der von 1991 bis 1995 Maine Attorney General war.

## Leben
Michael E. Carpenter studierte an der University of Maine und erwarb im Jahr 1969 dort einen Bachelor in Psychologie, anschließend studierte er an der University of Maine School of Law, wo er im Jahr 1983 seinen Abschluss machte.
Carpenter  nahm am Vietnamkrieg teil und erhielt zwei Bronze Stars für seinen Dienst. Er führt eine Anwaltskanzlei in Houlton, Maine.
Als Mitglied der Demokratischen Partei war er von 1975 bis 1976 Abgeordneter im Repräsentantenhaus von Maine und von 1977 bis 1986 Mitglied im Senat von Maine. Von 1991 bis 1995 war er Maine Attorney General. Im Jahr 2014 kandidierte Carpenter erneut um einen Sitz im Senat von Maine, unterlag jedoch dem Kandidaten der Republikanischen Partei Michael Willette.
Carpenter ist mit Joanne Carpenter verheiratet und das Paar hatte drei Kinder. Neben der Anwaltskanzlei bietet die Familie im Acadia-Nationalpark Kutschfahrten an.